# Гелешень (Біхор)
Гелешень, Гелешені (рум. Gălășeni) — село у повіті Біхор в Румунії. Входить до складу комуни Меджешть.
Село розташоване на відстані 401 км на північний захід від Бухареста, 39 км на схід від Ораді, 92 км на захід від Клуж-Напоки.

## Населення
За даними перепису населення 2002 року у селі проживали 324 особи, усі — румуни. Усі жителі села рідною мовою назвали румунську.